# Collegio di Newry and Armagh
Newry and Armagh è un collegio elettorale nordirlandese della Camera dei Comuni del Parlamento del Regno Unito. Elegge un membro del Parlamento con il sistema maggioritario a turno unico. Il rappresentante del collegio, dal 2024, è Dáire Hughes di Sinn Féin.

## Estensione
- 1983–1997: i ward del distretto di Armagh e i ward del distretto di Newry and Mourne di Ballybot, Belleek, Bessbrook, Camlough, Creggan, Crossmaglen, Daisy Hill, Derrymore, Drumalane, Drumgullion, Fathom, Forkhill, Newtownhamilton, St Mary's, St Patrick's, Tullyhappy e Windsor Hill.
- dal 1997: il distretto di Armagh e i ward del distretto di Newry and Mourne di Ballybot, Bessbrook, Camlough, Creggan, Crossmaglen, Daisy Hill, Derrymore, Drumgullion, Drumalane, Fathom, Forkhill, Newtownhamilton, Silver Bridge, St Mary's, St Patrick's, Tullyhappy e Windsor Hill.

Il collegio fu creato con la revisione dei confini del 1983 e in concomitanza con l'aumento del numero di collegi nell'Irlanda del Nord da 12 a 17; in predominanza era composto dall'ex collegio di Armagh, con l'aggiunta della città do Newry dall'ex collegio di South Down. Nel 1995 la Coundary Commission propose di abolire il collegio con il distretto di Armagh che si sarebbe unito a Dungannon per costituire un nuovo collegio di Newry and Mourne, ma questa soluzione venne osteggiata dalle amministrazioni locali e la revisione alla fine lasciò i confini inalterati. Il collegio comprende il distretto di Armagh e metà deldistretto di Newry e Mourne.

## Storia
Il collegio è a maggioranza nazionalista, anche se inizialmente, al momento della sua creazione alle elezioni del 1983, Jim Nicholson del Partito Unionista dell'Ulster (UUP) ottenne il seggio in quanto il voto nazionalista era andato diviso tra il Partito Social Democratico e Laburista (SDLP) e Sinn Féin. Nel 1986 Nicholson, insieme agli altri deputati unionisti, si dimise in protesta contro l'accordo anglo-irlandese, e si ricandidò alle elezioni suppletive per dare agli elettori l'opportunità di decidere. Tuttavia i partiti nazionalisti si candidarono, e Seamus Mallon di SDLP conquisto il seggio vincendo l'elezione. Mallon continuò a rappresentare Newry and Armagh fino al suo ritiro nel 2005. 
La principale attenzione è stata sull'aumento del sostegno a Sinn Féin; alle elezioni generali del 2001 i voti a Sinn Féin aumentarono, tagliando drasticamente il vantaggio di Mallon, e sconfiggendo il SDLP alle elezioni locali svoltesi lo stesso giorno. Alle elezioni per l'Assemblea dell'Irlanda del Nord del 2003 Sinn Féin ottenne tre seggi contro uno di SDLP; Mallon si dimise alle elezioni generali del 2005, temendo di perdere e da allora il seggio viene detenuto da Sinn Féin, con Murphy che superò SDLP di 8.000 voti.
Newry è a maggioranza nazionalista, ed è stato uno dei due distretti dell'Irlanda del Nord che durante il censimento del 2011 ha avuto la maggioranza degli abitanti che si identificavano come "irlandesi", con il 52,1%. Armagh è più unionista, anche se ha una grande porzione degli abitanti che si identificano come "irlandesi" rispetto alla media nordirlandese, con il 44,4% che si identifica come "britannico" e il 32,4% "irlandese".

## Membri del parlamento
| Elezione | Elezione     | Deputato      | Partito   |
| -------- | ------------ | ------------- | --------- |
|          | 1983         | Jim Nicholson | UUP       |
|          | 1986 (S)     | Seamus Mallon | SDLP      |
|          | 2005         | Conor Murphy  | Sinn Féin |
| 2015     | Mickey Brady |               | Sinn Féin |
| 2024     | Dáire Hughes |               | Sinn Féin |

## Risultati elettorali

### Elezioni negli anni 2020
| Partito                    | Partito                                | Candidato                  | Risultati 4 luglio 2024 | Risultati 4 luglio 2024 |
| Partito                    | Partito                                | Candidato                  | Voti                    | %                       |
| -------------------------- | -------------------------------------- | -------------------------- | ----------------------- | ----------------------- |
|                            | Sinn Féin                              | Dáire Hughes               | 22 299                  | 48,54                   |
|                            | SDLP                                   | Pete Byrne                 | 6 806                   | 14,81                   |
|                            | DUP                                    | Gareth Wilson              | 5 900                   | 12,84                   |
|                            | TUV                                    | Keith Ratcliffe            | 4 099                   | 8,92                    |
|                            | UUP                                    | Sam Nicholson              | 3 175                   | 6,91                    |
|                            | Alleanza                               | Helena Young               | 2 692                   | 5,86                    |
|                            | Aontù                                  | Liam Reichenberg           | 888                     | 1,93                    |
|                            | Conservatore                           | Samantha Rayner            | 83                      | 0,18                    |
|                            |                                        |                            |                         |                         |
| Iscritti                   | Iscritti                               | Iscritti                   | 78 244                  | 100,00                  |
| ↳ Votanti (% su iscritti)  | ↳ Votanti (% su iscritti)              | ↳ Votanti (% su iscritti)  | 46 236                  | 59,09                   |
| ↳ Astenuti (% su iscritti) | ↳ Astenuti (% su iscritti)             | ↳ Astenuti (% su iscritti) | 32 008                  | 40,91                   |
|                            |                                        |                            |                         |                         |
|                            | Esito: collegio confermato a Sinn Féin |                            |                         |                         |

### Elezioni negli anni 2010
| Partito                    | Partito                                | Candidato                  | Risultati 12 dicembre 2019 | Risultati 12 dicembre 2019 |
| Partito                    | Partito                                | Candidato                  | Voti                       | %                          |
| -------------------------- | -------------------------------------- | -------------------------- | -------------------------- | -------------------------- |
|                            | Sinn Féin                              | Mickey Brady               | 20 287                     | 39,95                      |
|                            | DUP                                    | William Irwin              | 11 000                     | 21,66                      |
|                            | SDLP                                   | Pete Byrne                 | 9 449                      | 18,61                      |
|                            | Alleanza                               | Jackie Coade               | 4 211                      | 8,29                       |
|                            | UUP                                    | Sam Nicholson              | 4 204                      | 8,28                       |
|                            | Aontù                                  | Martin Kelly               | 1 628                      | 3,21                       |
|                            |                                        |                            |                            |                            |
| Iscritti                   | Iscritti                               | Iscritti                   | 81 246                     | 100,00                     |
| ↳ Votanti (% su iscritti)  | ↳ Votanti (% su iscritti)              | ↳ Votanti (% su iscritti)  | 50 779                     | 62,50                      |
| ↳ Astenuti (% su iscritti) | ↳ Astenuti (% su iscritti)             | ↳ Astenuti (% su iscritti) | 30 467                     | 37,50                      |
|                            |                                        |                            |                            |                            |
|                            | Esito: collegio confermato a Sinn Féin |                            |                            |                            |

| Partito                    | Partito                                | Candidato                  | Risultati 8 giugno 2017 | Risultati 8 giugno 2017 |
| Partito                    | Partito                                | Candidato                  | Voti                    | %                       |
| -------------------------- | -------------------------------------- | -------------------------- | ----------------------- | ----------------------- |
|                            | Sinn Féin                              | Mickey Brady               | 25 666                  | 47,90                   |
|                            | DUP                                    | William Irwin              | 13 177                  | 24,59                   |
|                            | SDLP                                   | Justin McNulty             | 9 055                   | 16,90                   |
|                            | UUP                                    | Sam Nicholson              | 4 425                   | 8,26                    |
|                            | Alleanza                               | ackie Coade                | 1 256                   | 2,34                    |
|                            |                                        |                            |                         |                         |
| Iscritti                   | Iscritti                               | Iscritti                   | 78 217                  | 100,00                  |
| ↳ Votanti (% su iscritti)  | ↳ Votanti (% su iscritti)              | ↳ Votanti (% su iscritti)  | 53 579                  | 68,50                   |
| ↳ Astenuti (% su iscritti) | ↳ Astenuti (% su iscritti)             | ↳ Astenuti (% su iscritti) | 24 638                  | 31,50                   |
|                            |                                        |                            |                         |                         |
|                            | Esito: collegio confermato a Sinn Féin |                            |                         |                         |

| Partito                    | Partito                                | Candidato                  | Risultati 7 maggio 2015 | Risultati 7 maggio 2015 |
| Partito                    | Partito                                | Candidato                  | Voti                    | %                       |
| -------------------------- | -------------------------------------- | -------------------------- | ----------------------- | ----------------------- |
|                            | Sinn Féin                              | Mickey Brady               | 20 488                  | 41,08                   |
|                            | UUP                                    | Danny Kennedy              | 16 312                  | 32,70                   |
|                            | SDLP                                   | Justin McNulty             | 12 026                  | 24,11                   |
|                            | Alleanza                               | Kate Nicholl               | 841                     | 1,69                    |
|                            | Conservatori                           | Robert Rigby               | 210                     | 0,42                    |
|                            |                                        |                            |                         |                         |
| Iscritti                   | Iscritti                               | Iscritti                   | 77 690                  | 100,00                  |
| ↳ Votanti (% su iscritti)  | ↳ Votanti (% su iscritti)              | ↳ Votanti (% su iscritti)  | 49 877                  | 64,20                   |
| ↳ Astenuti (% su iscritti) | ↳ Astenuti (% su iscritti)             | ↳ Astenuti (% su iscritti) | 27 813                  | 35,80                   |
|                            |                                        |                            |                         |                         |
|                            | Esito: collegio confermato a Sinn Féin |                            |                         |                         |

| Partito                    | Partito                                | Candidato                  | Risultati 6 maggio 2010 | Risultati 6 maggio 2010 |
| Partito                    | Partito                                | Candidato                  | Voti                    | %                       |
| -------------------------- | -------------------------------------- | -------------------------- | ----------------------- | ----------------------- |
|                            | Sinn Féin                              | Conor Murphy               | 18 857                  | 41,99                   |
|                            | SDLP                                   | Dominic Bradley            | 10 526                  | 23,44                   |
|                            | UCU-NF                                 | Danny Kennedy              | 8 558                   | 19,06                   |
|                            | DUP                                    | William Irwin              | 5 764                   | 12,84                   |
|                            | Indipendente                           | Willie Frazer              | 656                     | 1,46                    |
|                            | Alleanza                               | Andrew Muir                | 545                     | 1,21                    |
|                            |                                        |                            |                         |                         |
| Iscritti                   | Iscritti                               | Iscritti                   | 74 347                  | 100,00                  |
| ↳ Votanti (% su iscritti)  | ↳ Votanti (% su iscritti)              | ↳ Votanti (% su iscritti)  | 44 906                  | 60,40                   |
| ↳ Astenuti (% su iscritti) | ↳ Astenuti (% su iscritti)             | ↳ Astenuti (% su iscritti) | 29 441                  | 39,60                   |
|                            |                                        |                            |                         |                         |
|                            | Esito: collegio confermato a Sinn Féin |                            |                         |                         |

### Elezioni negli anni 2000
| Partito                    | Partito                                   | Candidato                  | Risultati 5 maggio 2005 | Risultati 5 maggio 2005 |
| Partito                    | Partito                                   | Candidato                  | Voti                    | %                       |
| -------------------------- | ----------------------------------------- | -------------------------- | ----------------------- | ----------------------- |
|                            | Sinn Féin                                 | Conor Murphy               | 20 965                  | 41,35                   |
|                            | SDLP                                      | Dominic Bradley            | 12 770                  | 25,19                   |
|                            | DUP                                       | Paul Berry                 | 9 311                   | 18,37                   |
|                            | UUP                                       | Danny Kennedy              | 7 025                   | 13,86                   |
|                            | Indipendente                              | Gerry Markey               | 625                     | 1,23                    |
|                            |                                           |                            |                         |                         |
| Iscritti                   | Iscritti                                  | Iscritti                   | 72 422                  | 100,00                  |
| ↳ Votanti (% su iscritti)  | ↳ Votanti (% su iscritti)                 | ↳ Votanti (% su iscritti)  | 50 696                  | 70,00                   |
| ↳ Astenuti (% su iscritti) | ↳ Astenuti (% su iscritti)                | ↳ Astenuti (% su iscritti) | 21 726                  | 30,00                   |
|                            |                                           |                            |                         |                         |
|                            | Esito: collegio passa da SDLP a Sinn Féin |                            |                         |                         |

| Partito                    | Partito                           | Candidato                  | Risultati 7 giugno 2001 | Risultati 7 giugno 2001 |
| Partito                    | Partito                           | Candidato                  | Voti                    | %                       |
| -------------------------- | --------------------------------- | -------------------------- | ----------------------- | ----------------------- |
|                            | SDLP                              | Seamus Mallon              | 20 784                  | 37,37                   |
|                            | Sinn Féin                         | Conor Murphy               | 17 209                  | 30,94                   |
|                            | DUP                               | Paul Berry                 | 10 795                  | 19,41                   |
|                            | UUP                               | Sylvia McRoberts           | 6 833                   | 12,28                   |
|                            |                                   |                            |                         |                         |
| Iscritti                   | Iscritti                          | Iscritti                   | 72 423                  | 100,00                  |
| ↳ Votanti (% su iscritti)  | ↳ Votanti (% su iscritti)         | ↳ Votanti (% su iscritti)  | 55 621                  | 76,80                   |
| ↳ Astenuti (% su iscritti) | ↳ Astenuti (% su iscritti)        | ↳ Astenuti (% su iscritti) | 16 802                  | 23,20                   |
|                            |                                   |                            |                         |                         |
|                            | Esito: collegio confermato a SDLP |                            |                         |                         |

## Risultati dei referendum

### Referendum sulla permanenza del Regno Unito nell'Unione europea del 2016
|                  | Collegio         | Lasciare UE % | Rimanere in UE % |
| ---------------- | ---------------- | ------------- | ---------------- |
|                  | Newry and Armagh | 37,10%        | 62,90%           |
| Irlanda del Nord | 44,22%           | 55,78%        |                  |
|                  | Regno Unito      | 51,89%        | 48,11%           |